# Archilaophonte maxima
Archilaophonte maxima is een eenoogkreeftjessoort uit de familie van de Laophontidae. De wetenschappelijke naam van de soort is voor het eerst geldig gepubliceerd in 1995 door Willen.